# الخطوط المتناسقة والفردية والضوضاء
الخطوط المتناسقة والفردية والضوضاء (HILN) هو ترميز حدودي للصوت. الفرضية الأساسية لبرنامج التشفير هي أن معظم الصوت وخاصة الكلام يمكن تصنيعه من أشباه الجيوب والضوضاء فقط يصف المشفر أشباه الجيوب الفردية بالسعة والتردد، والنغمات التوافقية بالتردد الأساسي والسعة والغلاف الطيفي للأجزاء، والضوضاء حسب السعة والغلاف الطيفي هذا النوع من التشفير قادر على ترميز الصوت إلى ما بين 6 و 16 كيلوبايت في الثانية من أجل عرض ترددي صوتي نموذجي من 8 كيلوهرتز الـ إطار من مشفر هو 32.

## نبذة
يستخرج برنامج الترميز النموذجي المعلومات الجيبية من العينات عن طريق تطبيق تحويل فورييه قصير الوقت على العينات واستخدام ذلك للعثور على المحتوى التوافقي الهام لإطار واحد من خلال مطابقة الجيوب الأنفية عبر الإطارات ويكون المشفر قادرًا على تجميعها في خطوط توافقية وشبهات جيبية فردية يمكن أن تأخذ المطابقة السعة والتردد والمرحلة في الاعتبار عند محاولة مطابقة الجيوب الأنفية عبر الإطارات يمكن ترميز الفروق بين السعة والتردد داخل المسار باستخدام عدد بتات أقل مما يتطلبه كل جيب منفرد منفرد، وبالتالي فكلما زاد طول المسار الذي يمكن أن يعثر عليه المشفر، كان من الأفضل تقليل معدل البت النهائي.

## الإستخدام
يستخدم مفكك الشفرة إستراتيجية الجمع والتداخل: يحتوي كل رتل في تدفق البتات على معلمات تبلغ 32 مللي ثانية، ومع ذلك يبدأ الرتل التالي في منتصف الطريق خلال الرتل الحالي من خلال تصفية المقاطع المركبة باستخدام مرشح Hanning ، فإن إضافة إطارين متداخلين معًا سيؤدي إلى انتقال سلس بين الاثنين ينطبق هذا أيضًا على المشفر لأن تحويل فورييه القصير يعطي نتائج أفضل عندما تتم معالجة البيانات مسبقًا باستخدام مرشح هانينج.
إن تركيب الجيوب الأنفية فقط يبدو مصطنعًا ومعدنيًا ولإخفاء هذا، يطرح المشفر الجيوب الاصطناعية من الإشارة الصوتية الأصلية ثم تتم مطابقة المتبقي بمرشح خطي متحمس بالضوضاء البيضاء يمكن بعد ذلك تحديد المعلمات المستخرجة وتشفيرها وتعدد إرسالها في تيار بتات.